# ناتالي زيمون ديفيس
ناتالي زيمون ديفيس (8 نوفمبر 1928 - 21 أكتوبر 2023)، هي مؤرخة أمريكية-كندية. هي رائدة التاريخ المجهري من منظور عالمي. تُعد من أهم المشتغلين على التاريخ الحديث المبكر على الصعيد العالمي. أستاذة جامعية مبرزة بعدة جامعات (برنستون، تورنتو، يورك، يال، بيركلي، أوكسفورد...)، رئيسة سابقة للجمعية التاريخية الأمريكية (1987م). تخصصتْ زيمون في دراسة التاريخ، وانفتحت على حقول الأنثروبولوجيا والأدب. شرعتْ منذ 1956م في نشر أبحاثها التي اتخذت محورا لها تاريخ فرنسا الاجتماعي والثقافي في القرنين السادس عشر والسابع عشر، ثم اتسع اهتمامها أوروبيا فعالميا. لم تكتب زيمون أبحاثها على طريقة العروض الشاملة عن الحقبة المدروسة، بل اعتمدت مقاربة "التاريخ المصغر" أو "التاريخ المجهري" من خلال عملية "بناء حيوات" الأفراد العاديين، وتأطير اختياراتهم ومساراتهم ومصائرهم ضمن الممارسات الاجتماعية والثقافية للقرنين السادس عشر والسابع عشر، مستعينةً بما تكتشفه من آثار مكتوبة لهم أو عنهم (كتب، سير ذاتية، أرشيف). لم يكن اهتمامها بالحيوات الخاصة مقصودا لذاتها، ولكن أداة تُوظف "للكشف عن نظام اجتماعي بأكمله، وعن شبكة ثقافية"، لذلك سعت دائماً إلى الاشتغال على حيواتٍ تتيح لها هذه المساءلة المنهجية الواسعة، مستلهمةً كتابة المؤرخ الإيطالي كارلو غيسنبورغ عن طحّان القرن السادس عشر وعالمه.

## حياتها
وُلدت في ديترويت، ميشيغان في 8 نوفمبر 1926 لعائلة يهودية من الطبقة المتوسطة من أصل أوروبي شرقي.
توفيت عام 2023 عن عمر يناهز 94 عامًا.

## من مؤلفاتها
- كتاب: «المجتمع والثقافة في فرنسا في أوائل العصر الحديث» (1975).
- كتاب: «عودة مارتان غير».

## الجوائز والتقدير
- في عام 2013، منحها الرئيس باراك أوباما الميدالية الوطنية للعلوم الإنسانية، وهي جائزة أمريكية مرموقة.

## روابط خارجية
- مقابلة مع ناتالي زيمون ديفيس – أجريت المقابلة معها في مايو 2007، من موقع Medievalists.net
- ناتالي زيمون ديفيس: حياة التعلم (محاضرة تشارلز هومر هاسكينز لعام 1997)
- مؤرخ نجم يفتح فصلاً جديدًا: مالكي العبيد اليهود ، المهاجم اليهودي ، 17 أغسطس 2006.